# Guerinia winthemi
Guerinia winthemi là một loài ruồi trong họ Tachinidae.